# تارا ويتن
تارا ويتن (بالإنجليزية: Tara Whitten) مواليد 13 يوليو 1980، هو دراج كندي في صنف سباق الدراجات على المضمار. شارك في دورة الألعاب الأولمبية الصيفية وفاز بميدالية أولمبية.

## الميداليات
| الميدالية | المسابقة                       |
| --------- | ------------------------------ |
| برونزية   | الألعاب الأولمبية الصيفية 2012 |

## روابط خارجية
- تارا ويتن على موقع الاتحاد الدولي للدراجات (الإنجليزية)
- تارا ويتن على موقع أرشيف الدراجات (الإنجليزية)
- تارا ويتن على موقع إحصائيات الدراجات الإحترافية (الإنجليزية)
- تارا ويتن على موقع الاتحاد الدولي للتزلج (التزلج الريفي) (الإنجليزية)
- تارا ويتن على موقع اللجنة الأولمبية الدولية (الإنجليزية)
- تارا ويتن على موقع أوليمبيديا (الإنجليزية)
- تارا ويتن على موقع اتحاد ألعاب الكومنولث (مؤرشف) (الإنجليزية)